# Kirill Kravcov
Kirill Sergeevič Kravcov (in russo Кирилл Сергеевич Кравцов?; San Pietroburgo, 14 giugno 2002) è un calciatore russo, centrocampista del Soči.

## Caratteristiche tecniche
È un centrocampista difensivo.

## Carriera

### Club
Cresciuto nel settore giovanile dello Zenit San Pietroburgo, debutta in prima squadra il 13 marzo 2021 nel match di Prem'er-Liga vinto 4-0 contro l'Achmat Groznyj.

### Nazionale
Ha giocato nelle nazionali giovanili russe Under-17, Under-18, Under-19 ed Under-21.

## Statistiche
Statistiche aggiornate al 15 maggio 2021.

### Presenze e reti nei club
| Stagione        | Squadra               | Campionato      | Campionato | Campionato | Coppe nazionali | Coppe nazionali | Coppe nazionali | Coppe continentali | Coppe continentali | Coppe continentali | Altre coppe | Altre coppe | Altre coppe | Totale | Totale | Totale |
| Stagione        | Squadra               | Comp            | Pres       | Reti       | Comp            | Pres            | Reti            | Comp               | Pres               | Reti               | Comp        | Pres        | Reti        | Pres   | Reti   |        |
| --------------- | --------------------- | --------------- | ---------- | ---------- | --------------- | --------------- | --------------- | ------------------ | ------------------ | ------------------ | ----------- | ----------- | ----------- | ------ | ------ | ------ |
| 2020-2021       | Zenit-2               | 2D              | 17         | 1          |                 | -               | -               |                    | -                  | -                  |             | -           | -           | 17     | 1      |        |
| 2020-2021       | Zenit San Pietroburgo | PL              | 4          | 0          | CR              | 0               | 0               |                    | -                  | -                  |             | -           | -           | 4      | 0      |        |
| Totale carriera | Totale carriera       | Totale carriera | 21         | 1          |                 | 0               | 0               |                    | -                  | -                  |             | -           | -           | 21     | 1      |        |

## Palmarès

### Club

#### Competizioni nazionali
- Campionato russo: 1

Zenit San Pietroburgo: 2020-2021
- Supercoppa di Russia: 2

Zenit San Pietroburgo: 2021, 2022